# Памятник Мифтахетдину Акмулле
Памятник Мифтахетдину Акмулле установлен в Уфе напротив Башкирского государственного педагогического университета.

## История
Памятник Мифтахетдину Акмулле был установлен 8 октября 2008 г. Для создания памятника в 2006 г. был объявлен конкурс, приуроченный к 175-летию поэта-гуманиста. Всего на конкурс было подано 16 работ. В результате лучшим эскизом был признан проект архитектора Дамира Магафурова и скульптора Владимира Дворника.
Памятник установили напротив педагогического университета, который тоже носит имя тюркского просветителя. Монумент был сделан так, чтобы находиться на одном уровне со зрителями, которые могут присесть рядом и быть в окружении композиции. По словам скульптора Владимира Дворника
Идея памятника состоит в том, что Акмулла после долгой дороги приходит в селение. Там он видит родник и направляется к прохладному источнику, чтобы утолить жажду и отдохнуть после утомительного пути. В это время к нему подходят мальчик и девочка. Акмулла достает книгу и начинает рассказ, а дети завороженно слушают просветителя. Чтобы точно воспроизвести этот момент, мы посадили у памятника ивы и сделали родник
В торжественном открытии памятника участвовали президент РБ Муртаза Рахимов, председатель Курултая Республики Башкортостан Константин Толкачев, премьер-министр Правительства Республики Башкортостан Раиль Сарбаев, глава администрации городского округа город Уфа Павел Качкаев.